# فران غارسيا (لاعب كرة قدم مواليد 1999)
فران غارسيا (مواليد 14 أغسطس 1999) هو لاعب كرة قدم إسباني يلعب في مركز الظهير الأيسر مع نادي ريال مدريد في الدوري الإسباني.

## الإنجازات
ريال مدريد
- الدوري الإسباني: 2023–24[2]
- كأس السوبر الإسباني: 2023–24[3]
- دوري أبطال أوروبا: 2023–24[4]
- كأس السوبر الأوروبي: 2024[5]

إسبانيا
- دوري الأمم الأوروبية: 2022–23[6][7]

إسبانيا تحت 17 سنة
- بطولة أمم أوروبا تحت 17 سنة الوصيف: 2016[8]